# Komidi
Komidi est un festival de théâtre qui, depuis 2008, est organisé dans le sud de l'île de la Réunion courant avril-mai. Les communes participant au festival sont celles de Saint-Joseph, Petite-Île, Saint-Philippe, Saint-Pierre et, depuis 2015, Saint-Louis.

## Organisation
Le principe fondateur du festival Komidi repose sur l'accès à la culture pour tous. Il se donne pour visée de proposer une grande diversité de spectacles et de genres théâtraux pour que chacun puisse satisfaire sa curiosité. Devenu un rendez-vous incontournable, Komidi attire des spectateurs qui viennent de toute l'île pour assister à des représentations théâtrales dont les billets coûtent de 1 à 3 euros l'unité. Des représentations scolaires sont au programme tous les ans, elles sont gratuites et ont brassé plus de 10 000 élèves de la maternelle au lycée lors de l'édition 2014 et 13 000 en 2016.

### Porteurs du projet
En 2008, Philippe Guirado, professeur d'histoire au lycée Pierre Poivre de Saint-Joseph, dresse le constat que dans le Sud sauvage le théâtre est très peu diffusé. Avec quelques amis enseignants, ils décident de créer un festival de théâtre en premier lieu destiné aux élèves et aux habitants de Saint-Joseph ; ainsi ils veulent s'assurer non seulement de faire découvrir le théâtre classique et contemporain aux jeunes et moins jeunes mais aussi de révéler des sensibilités chez les enfants et adolescents, spectateurs de demain. En 2008 a lieu la première édition du Komidi et très rapidement Philippe Guirado et ses collègues connaissent un tel succès que le festival Komidi va s'étendre non seulement aux communes limitrophes de Saint-Joseph mais aussi atteindre un public bien plus large que celui des élèves de la ville. Grâce à la motivation d'une équipe d'enseignants et aux aides de la commune de Saint-Joseph, Patrick Lebreton, député-maire de cette ville, peut donc se féliciter d'avoir contribué à l'envol du festival Komidi très populaire à l'heure actuelle.
Ci-dessous un tableau récapitulatif qui montre la dimension croissante du festival :
| Années | Durée du festival | Nombre de spectacles |
| ------ | ----------------- | -------------------- |
| 2008   | 8 jours           | 13                   |
| 2009   | 8 jours           | 23                   |
| 2010   | 8 jours           | 23                   |
| 2011   | 8 jours           | 31                   |
| 2012   | 10 jours          | 28                   |
| 2013   | 10 jours          | 34                   |
| 2014   | 11 jours          | 36                   |
| 2015   | 10 jours          | 34                   |
| 2016   | 12 jours          | 38                   |
| 2017   | 13 jours          | 46                   |
| 2018   | 13 jours          | 42                   |
| 2019   | 11 jours          | 44                   |
| 2021   | 11 jours          | 40                   |
| 2022   | 12 jours          | 37                   |

### Les compagnies participantes
Ce sont des compagnies réputées de métropole et de La Réunion qui se produisent au Komidi. Qu'elles soient professionnelles ou amateurs, les troupes sélectionnées par le comité de programmation du festival proposent des spectacles de qualité. Les organisateurs du Komidi réservent aux acteurs un accueil chaleureux et leur organisent un voyage à la carte de 15 jours à la Réunion. Logés dans des hébergements de qualité, les comédiens ont aussi à leur disposition des voitures de location pour pouvoir visiter l'île comme ils le souhaitent selon le programme proposé par les organisateurs du festival. Ainsi, toutes les subventions des divers partenaires institutionnels et économiques qui font vivre le festival Komidi sont réinjectées dans l'économie locale lors du séjour des acteurs. Les compagnies théâtrales se déplacent donc pour jouer à la Réunion et faire vivre intensément le théâtre pendant plus de 10 jours et en échange elles jouent par amour du théâtre et bénéficient d'un accueil et d'un voyage à la carte dans une ambiance conviviale.
Pour s'assurer de programmer des représentations éclectiques, le comité de programmation du Komidi se rend tous les ans au festival d'Avignon, une des plus importantes manifestations de l'art du théâtre au monde. Ainsi, ils assistent à divers spectacles et prennent contact avec les troupes qu'ils souhaiteraient accueillir au Komidi. En général, les artistes adhèrent au projet car, non seulement le festival Komidi est devenu une référence en dehors de la Réunion, mais aussi ils savent que les techniciens et bénévoles travaillent dur pour préparer tout au long de l'année un festival qui se veut de qualité. Depuis la préparation intense du festival jusqu'à la clôture de ce dernier, c'est un ensemble de personnes volontaires qui s'impliquent dans la logistique, la mise en place des décors, la réservation des salles, la billetterie, l'organisation du séjour des troupes, etc.

### Partenaires
Outre les artistes et les quelque 80 bénévoles et plus actifs pendant le festival il y a quelques années, plus de 100 aujourd'hui, de nombreux partenaires rendent possible le succès de Komidi.

#### Partenaires institutionnels
- La Région Réunion ;
- le Département de la Réunion ;
- l'académie de la Réunion ;
- la DACOI (direction des affaires culturelles de l'Océan Indien) ;
- le Fonds européen agricole pour le développement rural de l'Union européenne ;
- les communes de Saint-Joseph, Saint-Pierre, Petite-Île et Saint-Philippe.

#### Partenaires culturels
- Le centre culturel Lucet-Langenier qui diffuse divers spectacles et conférences à Saint-Pierre ;
- le Centre dramatique de l'océan Indien, salle de spectacle bien connue à Saint-Denis ;
- le théâtre sous les arbres, une scène non conventionnelle en résidence au Port ;
- Léspas culturel Leconte de Lisle, centre culturel de Saint-Paul ;
- le Théâtre les Bambous, une salle de spectacle située à Saint-Benoît ;
- la salle Guy-Alphonsine qui fait partie de la commune de Saint-André ;
- le Théâtre Luc-Donat, salle de spectacles de la commune du Tampon ;
- la Fabrik, à la fois un lieu et une compagnie de Sainte-Clotilde ;
- le Téat Champ Fleuri, grande salle de spectacles de Saint-Denis.

#### Partenaires économiques
- Air Austral, une compagnie aérienne assurant des vols au départ de la Réunion ;
- Mik Location, une société de locations de voitures ;
- Imazcom, une agence de communication ;
- Zeop, fournisseur d'accès internet fibre optique à la Réunion.

### Lieux
Plusieurs salles disséminées dans le sud de l'île ouvrent leurs portes au festival Komidi.

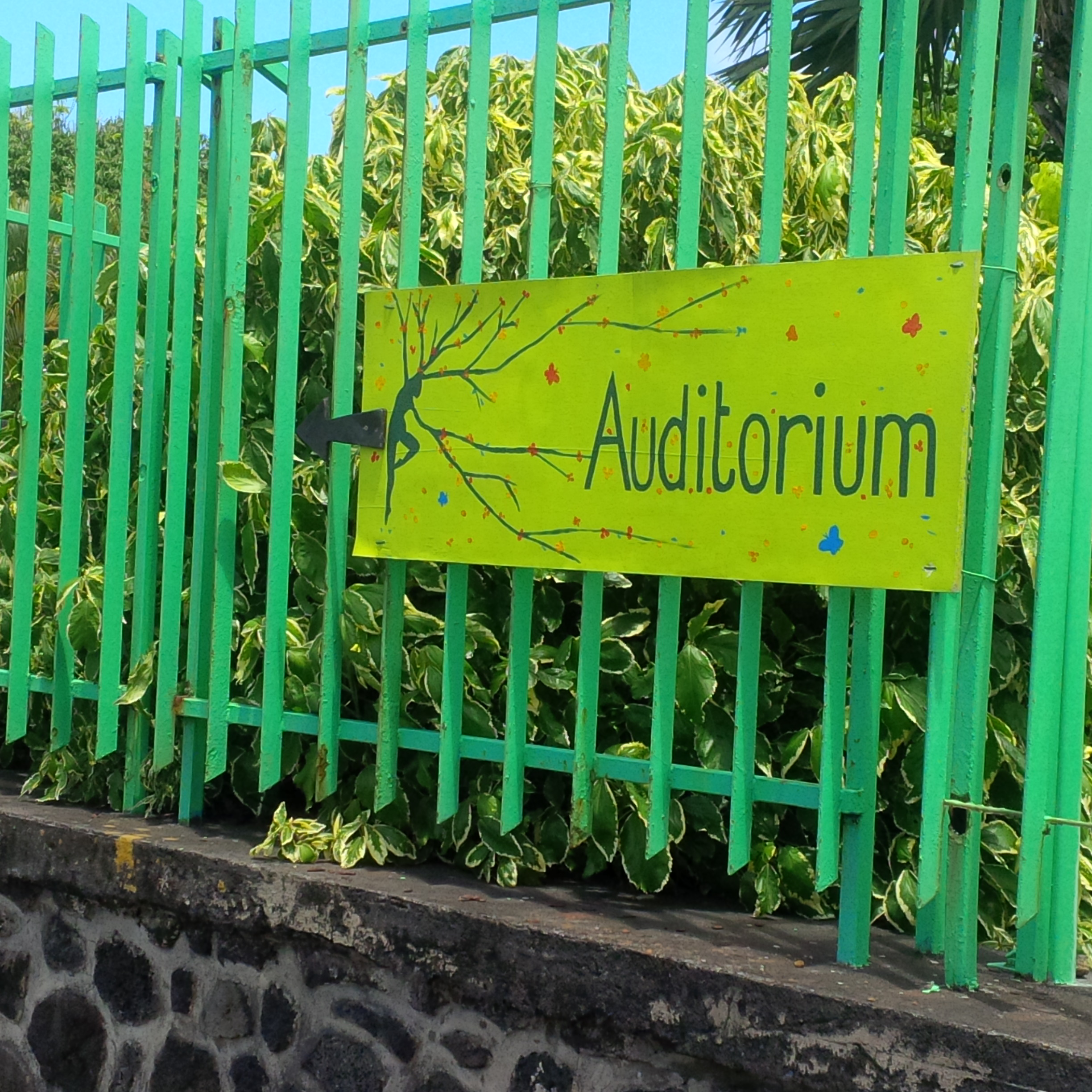
L'Auditorium, salle de spectacle de l'école de musique et de danse de Saint-Joseph.
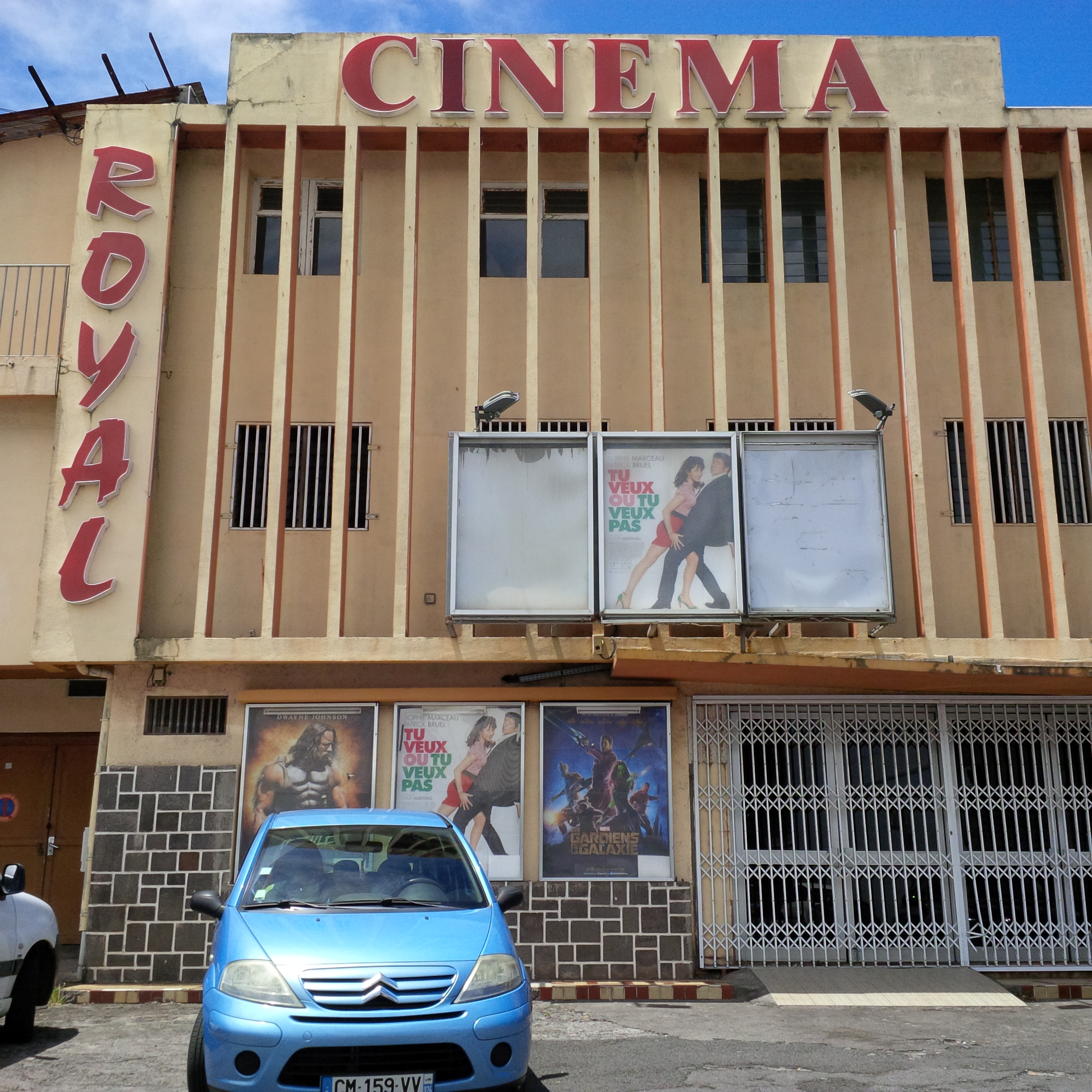
Le Royal, cinéma de Saint-Joseph qui se transforme en théâtre lors du festival Komidi. Pour des raisons de sécurité, il ne peut plus être utilisé désormais.
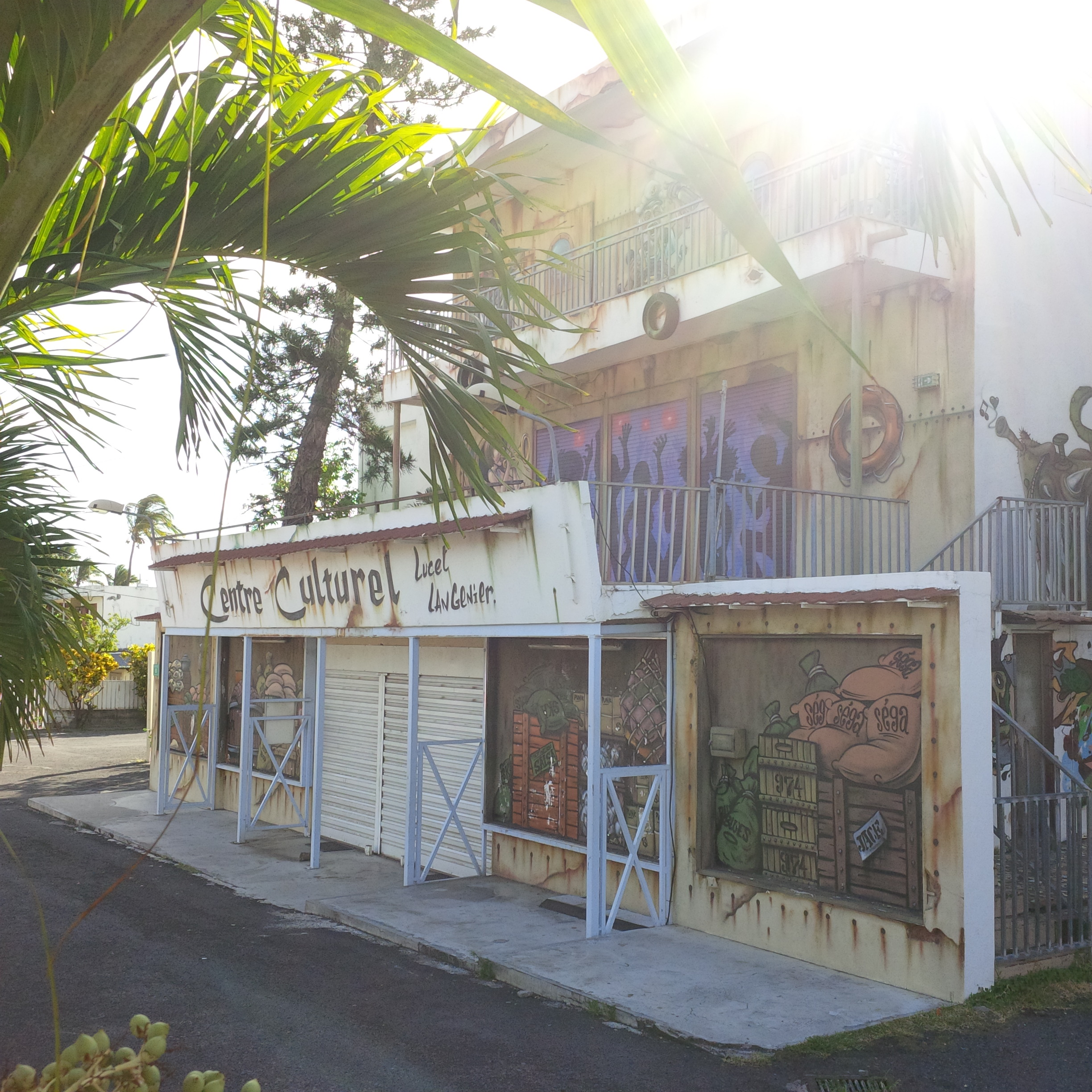
Lucet Langenier, salle de spectacle et théâtre de Saint-Pierre accueillant le festival Komidi.

#### Saint-Joseph
- L'auditorium municipal Harry Payet[9]
- l'ancienne école Blanche Pierson transformée en salle de spectacle ;
- le cinéma Le Royal[10] ;
- une salle polyvalente du lycée Pierre Poivre ;
- le gymnase de Vincendo (lieu-dit faisant partie de la commune de Saint-Joseph) ;
- la maison pour tous de la Plaine des Grègues ;
- l'Alambic à Grand Coude ;
- l'école de la Crête (lieu-dit faisant partie de la commune de Saint-Joseph) ;
- en 2016, le collège Achille-Grondin.

#### Petite-Île
- La salle d'œuvre, qui n'est plus utilisée depuis 2014 ;
- Le Fangourin[11].

#### Saint-Louis
- Le cinéma Plaza, en 2015 ;
- Le lycée Antoine-Roussin, en 2016.

#### Saint-Pierre
- Le centre culturel Lucet-Langenier[12].

#### Saint-Philippe
- La salle Henri-Madoré.

## Autour de Komidi
En dehors des représentations théâtrales en journée et le soir, Komidi mène des actions périphériques d'aspect pédagogique. Lors de l'édition 2014 par exemple, cinq parcours d'éducation artistique et culturelle sont recensés et proposés aux enseignants et à leurs élèves, incluant la création d'une pièce impliquant des élèves des établissements scolaires de Saint-Joseph, un stage sur la voix et la théâtralité offert à 20 enseignants et animé par Pierre Notte, des représentations dans les hauts de l'île de La Réunion qui ont concerné 3 écoles, la mise en place d'un dispositif où un enfant invite un parent au théâtre et la mise en place d'une émission radiophonique au lycée Pierre-Poivre au cours de laquelle les élèves ont diffusé les informations relatives au festival Komidi et ont joué un feuilleton radiophonique. Pendant deux ans, des collégiens, dirigés par Sergio grondin, ont travaillé sur le thème du cyclone avec pour résultat un spectacle intitulé Big One. Parallèlement, un autre projet, soutenu par l'Union européenne dans le cadre du programme Erasmus, a réuni vingt collégiens de la Réunion mais aussi d'Allemagne, de Hongrie et d'Italie encadrés par une compagnie experte en commedia dell'arte, la compagnie Picaro. Il a abouti à un Cyrano de Bergerac très international puisque joué par ces débutants à la fois en créole réunionnais, en français, en napolitain, en italien, en allemand et en hongrois.

## Éditions
On trouvera ci-dessous la liste de tous les spectacles joués à Komidi de 2008 à 2016. Pour plus de détails (auteurs, metteurs en scène, interprètes, critiques parues dans la presse), y compris les éditions suivantes (2017, 2018, 2019, 2021 et 2022), on se reportera aux livrets publiés chaque année par les organisateurs.

### Édition 2016
Pour cette neuvième édition, le plus grand festival de théâtre de La Réunion (et l'un des plus grands de France !) a accueilli près de 25 000 spectateurs. Il y a eu 186 représentations de 38 pièces pendant 12 jours sur 14 scènes du sud de l'île (dont 81 destinées aux scolaires) mobilisant environ 130 personnes dont une centaine de comédiens venus pour la plupart de France métropolitaine, mais aussi d'autres pays d'Europe (Allemagne, Belgique, Hongrie, Italie, Suisse) et des Comores, le tout organisé par une association de 82 bénévoles de Saint-Joseph et des environs. Au programme :
- Attends !, par la compagnie Circus nout péi ;
- Avenue zéro, par le Théâtre des Alberts ;
- Au bord de l'eau !, par La Fabrique imaginaire ;
- Big one, par l'atelier-théâtre du collège Achille-grondin et la compagnie Karambolaz ;
- Comment épouser un milliardaire, par la compagnie Yescomon ;
- Cyrano de Bergerac, par la compagnie Neyac ;
- D'autres vies que la mienne, par la compagnie Les Ailes de Clarence ;
- En attendant Dodo, par la compagnie Karambolaz ;
- Je n'ai pas de nom, par la compagnie CCAC-Mavuna ;
- L'Histoire de France en une heure, par la compagnie La Gargouille ;
- L'Immeuble de Morgane, par Madame Clarinette et compagnie ;
- L'Oiseau vert, par la compagnie Rafistole Théâtre ;
- L'Extinction des dinosaures n'aura pas lieu, par la compagnie Acta ;
- Le Cas Martin Piche, par la compagnie Aigle noir Production ;
- Le Frichti de Fatou, par la compagnie Tombés du ciel ;
- Le Poisson combattant, par la compagnie du Passage ;
- Le Rêve de Lucie, par la compagnie Mille-et-une façons ;
- Les Âmes nocturnes, par la compagnie Shlemil Théâtre ;
- Les Précieuses ridicules, par la compagnie A ;
- Les Vibrants, par la compagnie Teknal ;
- Oscar et la dame rose, par la compagnie de La Marelle ;
- Petite source, par la compagnie La Nébuleuse ;
- Poucette, par la compagnie Les Petites Griottes ;
- Prêts à partir, par la compagnie Teatro picaro ;
- Qu'est-ce qu'on fait pour Noël ?, par la compagnie Samovar Productions ;
- R&J, par les compagnies P'tite Peste production et Mises en capsule ;
- Royale légende, par la compagnie Birdy ;
- Silence, par le Night Shop Theatre ;
- Tant qu'il y a les mains des hommes, par Le Théâtre des possibles ;
- Teresina, par le Corozzone teatro ;
- Ti zistoirs des îles des mers du Sud, par la compagnie Maronaz ;
- Ubu roi et moi, et moi, par la compagnie Maecha Métis ;
- Un obus dans le cœur, par la compagnie Les Déchargeurs ;
- Une petite entaille, par l'Humani Théâtre ;
- Une vraie femme, par la compagnie Un pas de côté ;
- Victoire Magloire, dit Waro, par la kompani Ibao ;
- Zig-zag, par la compagnie Les Larrons.

### Édition 2015
Les 157 représentations de la septième édition (dont 60 exclusivement réservées aux scolaires) ont eu lieu dans les communes de Saint-Joseph, Petite-Île, Saint-Pierre et Saint-Philippe, mais aussi à Saint-Louis, au cinéma Plaza, pour les scolaires, du 27 avril au 6 mai. Toujours la même variété dans la programmation : du théâtre sous toutes ses formes joué par 34 compagnies venues de France métropolitaine, de la Réunion, mais aussi de Suisse, de Belgique et de Monaco :
- Album de famille, par la compagnie Une voix, dix doigts ;
- Ante, par le Théâtre des Chardons ;
- L'Arche déglinguée, par la compagnie Une voix, dix doigts ;
- Augustin pirate des Indes, par la compagnie La Baguette ;
- Ballet 2 rue, par la compagnie Métamorphoz ;
- Candide, par le Fanal Théâtre ;
- Charlie Bauer est amoureux ;
- Chiwawa, par la compagnie Lener à vif ;
- Comment élever un ado d'appartement ?, par la compagnie Culture peï ;
- Déconcerto, par le Duo Gama ;
- Faisons un rêve, par la compagnie Anthéâtre ;
- Kok batay, par la compagnie Karanbolaz ;
- Lapin, par la compagnie Baba sifon ;
- L'Arbre de vie, par la compagnie des Quatre mondes ;
- La Botte secrète de Dom Juan, par la compagnie Afag Théâtre ;
- La Corde sensible, par le Théâtre de la fronde ;
- La Diva du pavé, par le collectif L'Alpaca rose ;
- Le Nazi et le barbier, par la compagnie Les Ailes de Clarence ;
- Le Pêcheur et la dentellière, par la compagnie Le Piano à palabres ;
- Le Porteur d'histoire, par la compagnie Mises en capsules ;
- Le Script, par la compagnie Trickster ;
- Les Cavaliers, par l'Atelier-théâtre actuel ;
- Les Chatouilles, ou La danse de la colère, par l'Atelier-théâtre actuel, le Théâtre La Bruyère et Kabotine ;
- Les Loupiotes de la ville, par la compagnie ATA ;
- Love me, s'il te plaît, par la compagnie ThéâtrEnfance ;
- Morgane court la campagne, par Madame Clarinette et compagnie ;
- Phone Tag, par la compagnie des Aléas ;
- Piano rigoletto ;
- Plouf !, par la compagnie Lady Prod ;
- Pssst !, par le Théâtre des Alberts ;
- Soum, l'ami des fantômes, par la compagnie Ayoye ;
- Sous le lit, par la compagnie du Midi ;
- Teruel, par la Compagnie Interface ;
- Un petit Poucet, par la compagnie Deus ex fabula.

### Édition 2014
Les diverses représentations théâtrales ont eu lieu dans les communes de Saint-Pierre, Saint-Philippe, Saint-Joseph et Petite-Île du 26 avril au 6 mai. Trente-six pièces très variées, comme toujours, ont été proposées aux Réunionnais, grands et petits :
- Kid Manoir, la potion interdite, de la compagnie Double D Productions;
- Cosi fan tutte, d'après l'œuvre de Wolfgang Amadeus Mozart de la compagnie d'opéra-théâtre L'Envolée lyrique [14];
- Magic Dust, de la compagnie AzHar ;
- Perdues dans Stockholm, de la compagnie Les Gens qui tombent ;
- Abraham et Samuel mais aussi Falstaff et Insomnie, trois pièces de la compagnie L'Entracte ;
- Accordeovox, de la compagnie Assemblage production ;
- Pourquoi j'ai mangé mon père ?, du Théâtre de l'aiguillon ;
- Vite, rien ne presse, de et par Vincent Roca, de la compagnie Polyfolies et Samovar ;
- Le Capitaine Fracasse, adapté du roman historique de Théophile Gautier, de la compagnie L'Esquisse ;
- Monsieur de Pourceaugnac, d'après Molière, de la compagnie Burlesques associés ;
- Ménaz rouver doub koté, de la compagnie Sakidi ;
- Le Peuple de la nuit, de la compagnie Franck Berthier ;
- Le Bal des abeilles, de la compagnie Dhang Dhang ;
- Hold on, de la compagnie le LAABO ;
- Qui es-tu Fritz Haber ?, de la compagnie Les Larrons ;
- Maupassant, portrait brisé, de la compagnie de L'Epi d'or ;
- Une vie sur mesure, de la compagnie Scènes plurielles ;
- Festof, de la compagnie Jean-Jacques Vanier ;
- Dans la peau de Cyrano, de la compagnie Qui va piano ;
- Alice pour le moment, de la compagnie Les Fourmis rousses ;
- Œdipe, de la compagnie réunionnaise Acta ;
- Adrien il y eut un matin, de la compagnie Aster ;
- Aurélien, de la compagnie 21° Circus ;
- Le Chemin des 4 aventures, de la compagnie des 4 mondes ;
- Le Cri de la feuille, de la compagnie Prune Prod ;
- 4.48 psychose, de la compagnie Nektar ;
- Il falso magnifico ainsi que Scaramuccia, de la compagnie Théâtre dell'arte ;
- Jacques le fataliste mais aussi Une chatte sur un toit brûlant, deux pièces de la compagnie Guetali, compagnie amateur de la Réunion ;
- Dans la peau d'un noir, de la compagnie ID Production ;
- Je n'ai absolument pas peur du loup, de la compagnie Jeux de mains, jeux de vilains ;
- M'envoler, de la compagnie Le Voyageur debout ;
- L'Extravagant Mystère Holmes, de la Compagnie Kélanôtre.

### Édition 2013
Les diverses représentations ont eu lieu du 25 avril au 4 mai. Trente-quatre spectacles au programme :
- 1-2-3 souvenir, de la compagnie Bloomy Prod ;
- André le magnifique, des compagnies Aurore et Passage à l'acte ;
- Batmand'ker, de la compagnie Baba Sifon ;
- Bien au-dessus du silence, des compagnies Le Théâtre de l'horizon et Le Théâtre des possibles ;
- Cabaretto, de la compagnie du Midi ;
- Delirium très mots, par Vincent Roca ;
- Des nouvelles de Giono mais aussi Petits crimes conjugaux, de la compagnie Roseau théâtre ;
- Dom Juan, d'après Dom Juan ou le Festin de Pierre, de Molière, de la compagnie Guétali ;
- Dracula mon histoire, de la compagnie Pour l'instant ;
- Europeana, une brève histoire du XXème siècle, du collectif l'Alpaca rose ;
- Erwin et grenouille mais aussi Théâtre sans animaux, de la compagnie réunionnaise L'Entracte ;
- Fabula Buffa, de la compagnie Teatro Picaro ;
- Fourmi de pain, de la compagnie 3BProdThéâtre ;
- Full metal Molière, de la compagnie HB Productions ;
- Godot est arrivé, de la compagnie GFV Prod ;
- Helephantollas et alors ?, par Pile poil et compagnie ;
- Il y a foutrement longtemps, de la compagnie Les Dix Sous de l'heure ;
- IQ et OX ainsi que L'Etranger, de la compagnie Théâtre de l'horizon ;
- It's so nice, de la compagnie Oh my god ;
- L'Affaire Dussaert, de la compagnie Scène et public ;
- L'Autre, de la Compagnie Didascalies ;
- La Chèvre de monsieur Seguin, adaptée de la nouvelle issue des Lettres de mon moulin d'Alphonse Daudet, de la compagnie Kicekafessa ;
- Le Loup est revenu, de la compagnie Les Nomadesques ;
- Les Misérables, de la compagnie Bouffon Théâtre ;
- Malsoufran la et In domann pour marie, de la compagnie Sakidi ;
- Moi mes parents, de la compagnie Acta ;
- Prosper et George, de la compagnie Exclamation Production ;
- Rappelle-toi, de la compagnie Carrozzone Teatro ;
- Récits de lit, de la compagnie Hors-Cadre ;
- Victoire, la fille du soldat inconnu, de la compagnie Un pas de côté.

### Édition 2012
Les diverses représentations ont eu lieu du 26 avril au 5 mai. Vingt-huit pièces au programme :
- La Fille du puisatier, adapté du film de Marcel Pagnol par la compagnie Ciné-théâtre Baudrac&Co ;
- Johnny got his gun, de la compagnie Acta ;
- Bons cailloux de Crocassie, de la compagnie ARPA ;
- La Folle Journée de Stéphanie Payet, de la compagnie Baba Sifon ;
- Molière malgré lui ou Moustic et Mastoc jouent Molière, de la compagnie Burlesques associés ;
- Trompette, le petit éléphant et Le Voyage du p'tit Zygo, de la compagnie La Comète ;
- Mildiou, l'enfant du champ de patates, de la compagnie Le Bazar mythique ;
- Barricades ainsi que Si Molière nous était conté, de la compagnie des Barriques ;
- A table !, de la compagnie Les Drôles d'Oiseaux ;
- Ruy Blas repetitas, de la compagnie Les Furieux du jeu dit ;
- Sortir de sa mère, de la compagnie Les Gens qui tombent ;
- Public or not public, de la compagnie L'Esquisse ;
- Chat chatouille, de la compagnie Mille et une façons ;
- Légendes créoles, de la compagnie Tijac ;
- Monsieur Ibrahim et les fleurs du Coran, adapté du roman d'Eric-Emmanuel Schmitt, ainsi que Novecento, de la compagnie Vertigo ;
- Entre chien et loup, de la compagnie Ze Prod ;
- Inconnu à cette adresse, adapté de la nouvelle de Kressmann Taylor, de la compagnie Hydre production ;
- Le Grand Poucet et mobile home, lecture théâtralisée interprétée par Thomas Bréant, Jacques Deshayes, Vincent Fontano, Eve Cortat, Sébastien Pierre-Louis et Daniel Léocadie ;
- Rien... (... et m'aime trop), de la compagnie Paille Productions ;
- Mousse la frousse, de la compagnie Théâtre astral ;
- Les Konkasseurs de Kakao ainsi que Rhinocéros (la nouvelle), de la compagnie Théâtre de la fronde ;
- Tigouya lo margouya té i vé alé voir la mér, de la compagnie Théâtre des Alberts ;
- Mobie-Diq, de la compagnie du Centre dramatique de l'océan Indien ;
- Les Palabres du baobab, de la compagnie de Will Maës.

### Édition 2011
Les diverses représentations ont eu lieu du 30 avril au 7 mai. Trente et une pièces au programme :
- Le Petit Violon, de la compagnie du Midi ;
- Pauvre France ainsi que Qui a eu cette idée folle ?, de la compagnie de Bernard Menez ;
- Dis oui, de la compagnie réunionnaise Cyclones Productions ;
- Ilô et Joséphina, de la compagnie Chaliwaté ;
- Totolomanwel, de la compagnie Nife ;
- 12ème étage, monologue de Jean-Marc Voltaire ;
- 35 kg d'espoir, de La Petite Compagnie ;
- Perrault, ça cartoon, de Label Compagnie ;
- Face de cuillère, de la Mandarine Blanche ;
- Vous plaisantez, Monsieur Tanner, du Théâtre du Cabestan ;
- J'ai le cœur plein de feuilles mortes, du Théâtre de l'épi d'or ;
- Le Premier, de la Compagnie des aléas ;
- Jackie and the giant, de la compagnie Koalako ;
- Pas bouger le chien, de la compagnie Bazar mythique ;
- Le Tour d'écrou, de La Sentimentale compagnie ;
- Phèdre à peu près, de la compagnie Cyrano ;
- Rédimer ainsi que Pol et Pil, de la compagnie Lookatmekid ;
- Roméo et Juliette, la version interdite, de la Compagnie de l'enfant bleu ;
- Ma main gauche, de la compagnie Tamam ;
- Sensitive, de la compagnie Baba Sifon ;
- Le Fabuleux Voyage de la fée Mélodie, de la compagnie Qui va piano ;
- Kabar Fondkèr Palanké, du Théâtre du grand marché ;
- Zistoir, du Centre dramatique de l'océan Indien ;
- Terriblement Molière, de la compagnie Les enfants terribles ;
- Père, de la compagnie Guétali ;
- From the wild west, de la compagnie Les Cinq d'à côté ;
- Les Etonnantes Rencontres de Madame Patapin et Madame Pichevin, interprété par Sabbatta et Guillemette, de la compagnie Les Cinq d'à côté ;
- Vendredi 13, de la compagnie Quiproquo ;
- Novecento, pianiste, de la compagnie le T.A.L.C ;
- Jocaste reine, de la compagnie L'Entracte.

### Édition 2010
Les représentations ont eu lieu du 17 au 24 avril. Vingt-trois pièces au programme :
- Madame Lune, de la compagnie Brassica ;
- Ubu roi, d'après Alfred Jarry, de la Compagnie des lubies ;
- Jeux de fables et Jeune à tout prix, de la compagnie du Corbeau ;
- Grand'peur et misères du IIIème Reich de Bertolt Brecht ainsi que Les Noces de Rosita, de La Compagnie du Midi ;
- Résister c'est exister, de la compagnie Ze Prod ;
- Colt Warmers, de la compagnie Le fournil ;
- Le Midi à 14 heures et Y en aura pour tout le monde, de la compagnie Baudrac and Co ;
- Topaze de Marcel Pagnol, de la compagnie du Masque ;
- Texaco de Patrick Chamoiseau, de la compagnie La nuit venue ;
- Richard III, version comique de la célèbre tragédie de William Shakespeare, de la compagnie Jiri Jelinek ;
- Jumeaux, spectacle de marionnettes des compagnies Jiri Jelinek et Tichy Jelen ;
- Toc Toc ! de Laurent Baffie, de la compagnie Sucrée salée ;
- Tragibile, l'empire des toges, de la compagnie La gargouille ;
- Figir d'fami ainsi que Terre-Transit, pièces interprétées par Sergio Grondin ;
- Le Mal de mère, de la compagnie L'Entracte ;
- Les Aventures de Nathalie Nicole Nicole !, de la compagnie du Garage ;
- Sakura, du Théâtre des Alberts ;
- Les Muses orphelines de Michel Marc Bouchard, de la compagnie L'estrévagué ;
- Il était une fois dans l'Ouest - L'autoroute 34, de la troupe Beauvallon.

### Édition 2009
Les diverses représentations ont eu lieu du 18 au 25 avril. Vingt-trois pièces au programme :
- Les Femmes savantes de Molière, de la compagnie La trappe ;
- Une frite dans le sucre, des compagnies La trappe et L'empreinté ;
- En route ma poule ! ainsi que Vladimir et Katarineta et voilà... et Défunts animés productions, de la compagnie Tamam ;
- Manuel de savoir-vivre à l'usage des rustres et des malpolis ainsi que Attention fragiles, de la compagnie Tartaruga ;
- Hedda Gabler et Un riche, trois pauvres, de la compagnie Le trille blanc ;
- Je suis noir et je n'aime pas le manioc, one-man-show de Major Asse ;
- Molière dans tous ses éclats, de la compagnie Qui va piano ;
- Duo pour Dom Juan, de la compagnie Très tôt sur scène ;
- Love Letters, de la compagnie du Masque ;
- Marius puis Fanny de Marcel Pagnol, de la compagnie Baudracco ;
- Somin la mer, de la compagnie Sakidi ;
- Ralé pousse dan l'aréoport[réf. souhaitée], de la compagnie ODC ;
- Accidents, de la compagnie Le théâtre des Alberts ;
- Angéline et Angélica, de la compagnie ThéâtrEnfance ;
- Mwana, de la compagnie Maecha Métis ;
- Un cadeau pour les étoiles, de la compagnie Les arts et margouillat ;
- Tapkal, de l'association Allons marron ;
- Le Mal de mère, de la compagnie L'entracte.

### Édition 2008
La première édition de Komidi s'est déroulée du 21 au 28 avril, uniquement dans la ville de Saint-Joseph. Treize pièces au programme :
- Les Colocs ainsi que Michel et ses petits tracas, de la compagnie Quiproquo ;
- La Jeune Fille et la mort ainsi que Le Caméléon adapté de la nouvelle d'Anton Tchekhov, de la compagnie Théâtre de l'An Demain ;
- La Cantatrice chauve d'Eugène Ionesco, de la compagnie du Masque ;
- Mistero Buffo de Dario Fo ainsi que Yineka, de la compagnie Nouvelle cigale ;
- Mâ ravan', de la compagnie Talipot ;
- La Nuit des reines ainsi que Les Sardines grillées, de la compagnie Sucrée salée ;
- La Recette du bonheur et Les Sortilèges de Millepoussières, de La compagnie des 4 mondes ;
- Les Sorciez, de la compagnie ThéâtrEnfance.